# Võ Nguyên Giáp
Võ Nguyên Giáp, né le 25 août 1911 à An Xá (actuel Viêt Nam), alors en Annam (Indochine française), et mort le 4 octobre 2013 à Hanoï, à l'âge de 102 ans, est un général et homme politique vietnamien. Chef de l'Armée populaire vietnamienne pendant la guerre d'Indochine, il est connu pour être le vainqueur de la bataille de Diên Biên Phu (1954), qui a sonné la défaite et le départ des Français d'Indochine. Il est le ministre de la défense du Viêt Nam du Nord durant la guerre du Viêt Nam, qui voit la défaite des États-Unis et la conquête du Viêt Nam du Sud par le Nord. 
Le général Võ Nguyên Giáp est entré dans l’histoire militaire et les études militaires et stratégiques de son vivant, admiré par ses amis et ennemis, dont le général français Raoul Salan et le général américain William Westmoreland. « Général autodidacte », selon ses propres termes, il n'a suivi aucun cours d'une quelconque académie militaire.

## Biographie

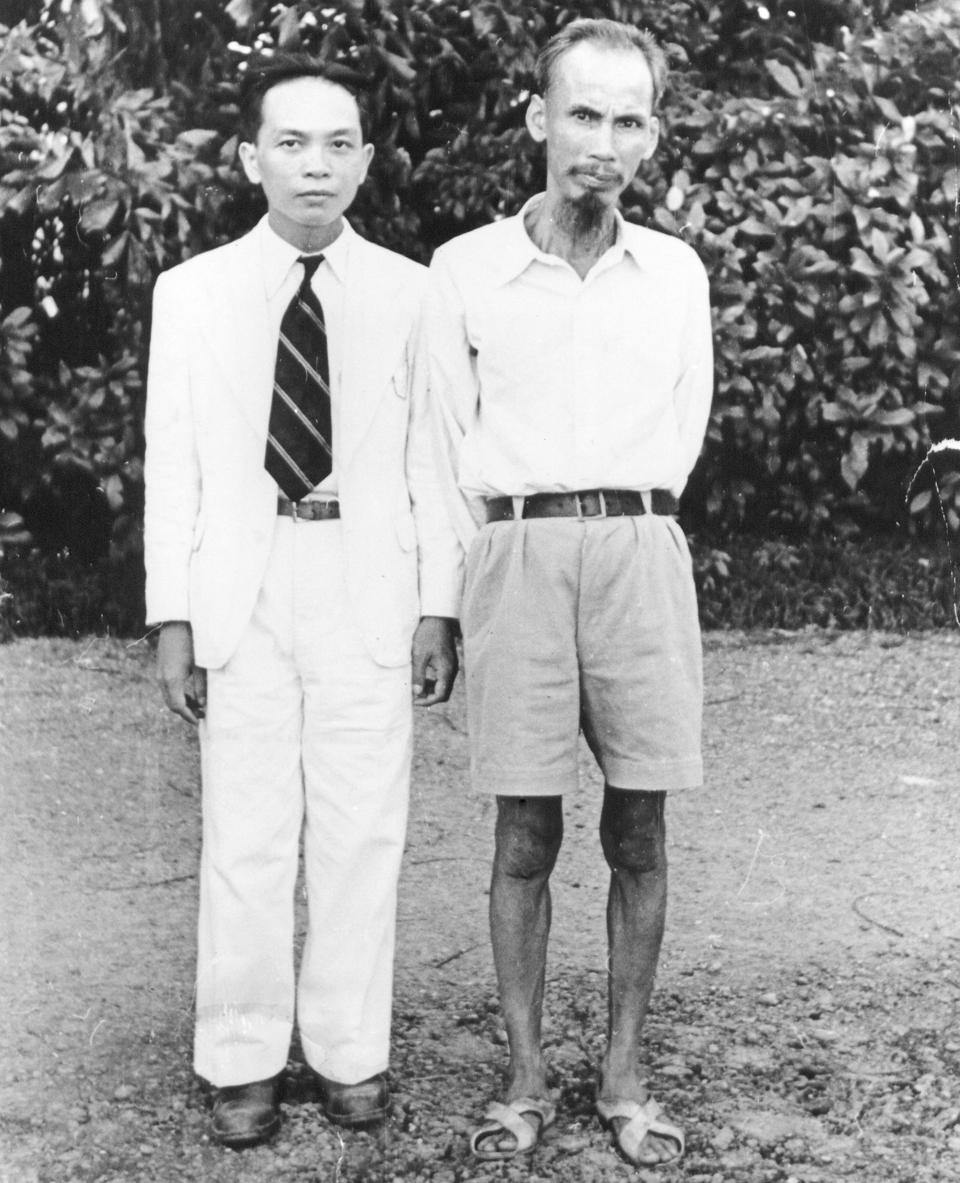
Giáp et Hồ Chí Minh en 1942

Né en 1911 à An Xá, dans la province de Quảng Bình, Võ Nguyên Giáp est un fils d'un mandarin pauvre et nationaliste. À l'école maternelle, il apprend quelques rudiments de français. En 1924, il fréquente la prestigieuse école Quốc Học à Hué (Ngô Đình Diệm et Hô Chi Minh y ont été élèves). C'est là que commence son apprentissage politique. Dès l'âge de 14 ans, il commence à militer contre la présence française. Il est expulsé de l'école à la suite de l'échec d'un mouvement de protestation contre l'interdiction des menées nationalistes. Il est ensuite élève du lycée français Albert-Sarraut à Hanoï pour y préparer le  baccalauréat puis enseigne l'Histoire dans une école privée de la capitale.
De 1930 à 1932, il est emprisonné à la prison de Lao Bảo, où il rencontre Nguyễn Thị Quang Thái, qu'il épousera en 1939 et qui lui donnera une fille. De 1933 à 1938, il poursuit des études d’histoire, de droit et d’économie à l'université de l'Indochine à Hanoï où il obtient sa licence en droit et en histoire. Le poète réunionnais Raphaël Barquissau est son professeur. En 1937, Giáp devient lui-même professeur d'histoire à l'école Thang-Long à Hanoï et adhère au Parti communiste vietnamien. C'est un admirateur de Bonaparte — dont il étudie les campagnes et les tactiques, en particulier « l'effet de surprise » —, à tel point que ses élèves le surnomment « le général » ou « Napoléon ».
En septembre 1939, il fuit en Chine à la déclaration de guerre qui voit l'interdiction du Parti communiste indochinois lié à l'Union soviétique, qui a signé le 23 août 1939 le pacte de non agression avec l'Allemagne. Marxiste convaincu, il voue une véritable haine au capitalisme, qu'il rend en particulier responsable des décès de sa première épouse, morte dans une prison française en 1941 et de sa belle-sœur Nguyén-Thi-Minh-Khaï, arrêtée à la suite de « la révolution d'octobre 1940 » et guillotinée à Saïgon par l'Administration coloniale française. Il prend part au Congrès de Tsin-Ti qui voit la fondation du Việt Minh puis est chargé par Hô Chi Minh de l'organisation de la guérilla contre les Japonais en Indochine. En 1944, il fonde l'Armée populaire vietnamienne (APV). Il étudie les luttes de partisans en Chine et en URSS ainsi que les théories de Carl von Clausewitz. Après le coup de force des Japonais du 9 mars 1945, il profite de la disparition de l'administration française pour intensifier le recrutement de membres du Viêt-Minh. À partir de ce moment, il reçoit l'aide technique de conseillers militaires allemands puis chinois. 
Le 8 mars 1946, le général Salan, commandant des forces françaises de l'Indochine du Nord, reçoit à sa demande, à Hanoï, Võ Nguyên Giáp qu'il ne connaît pas directement. Il vient discuter des conditions d’application, sous l'aspect militaire, de la convention franco-vietnamienne signée le 6 mars précédent. Ces discussions conduisent, le 3 avril, à la signature d'un accord entre le général Salan et Võ Nguyên Giáp. Les deux hommes se revoient le 7 avril 1946 au matin, quand Nguyên Giáp se rend au domicile du général Salan pour offrir à son épouse un petit paravent laqué (leur fille Dominique étant née trois semaines plus tôt), et, le soir, lors d’un dîner avec Hồ Chí Minh, dîner au cours duquel les différends relatifs à l'application des Accords de mars apparaissent au grand jour.
Au cours de la conférence préparatoire de Đà Lạt, du 17 avril au 11 mai 1946, le général Salan a pour principal interlocuteur Võ Nguyên Giáp avec lequel il noue des relations personnelles au cours des soirées suivant les séances officielles. Giáp aurait été alors jusqu'à offrir à Salan le commandement des troupes de la République démocratique du Viêt Nam. 
Giáp retrouve Salan à Hanoï le 16 mai suivant, au cours d’un dîner informel, avant d’accompagner Hồ Chí Minh à la conférence de Fontainebleau avec Phạm Văn Đồng, le diplomate, resté alors à Paris. Quand le général Salan revient en Indochine le 19 mai 1947, c'est la guerre. Jusqu'à son retour en métropole le 28 mai 1953, il  trouve face à lui un adversaire implacable en la personne du généralissime Võ Nguyên Giáp, d'autant plus impitoyable que son père est mort en 1947, torturé par les Français. En son nom, un diplomate vietnamien viendra saluer au Val de Grâce en juillet 1984 la dépouille du général Salan, devenu en 1961 le chef de l'OAS.
Võ Nguyên Giáp devient ministre, chargé des forces de sécurité du premier gouvernement Hồ Chí Minh, et, à ce titre, organise des « purges », dont sera victime en 1951 le général Nguyễn Bình. En 1946, il est nommé ministre de la Défense nationale de la République démocratique du Viêt Nam. C'est lui qui dirige les actions militaires contre les Français. Il est notamment le vainqueur de la bataille de Diên Biên Phu (mai 1954), qui entraîne la signature, le 20 juillet 1954, les accords de Genève qui instaurent une partition du pays le long du 17e parallèle et à l'issue desquels la France quitte la partie Nord du Viêt Nam en octobre-novembre 1954 et qui restera plus longtemps au Sud Viêt Nam, jusqu'en avril 1956.

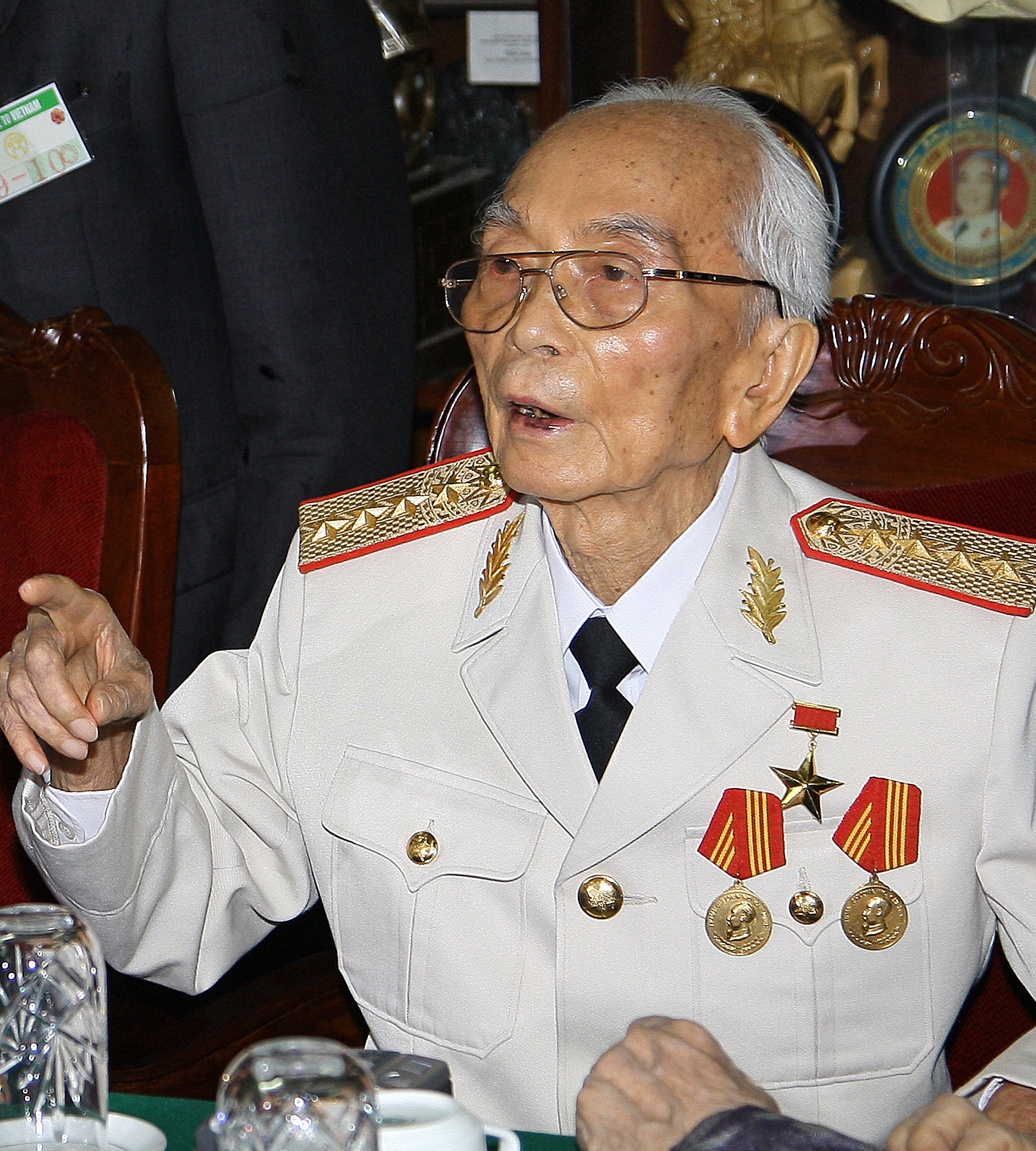
Võ Nguyên Giáp en 2008.

En 1960, les combats recommencent au Sud. Une insurrection communiste (les communistes sud-vietnamiens étant appelés en abrégé Viêt Cong) contre le gouvernement pro-occidental de Saïgon va se développer et bientôt être soutenue et armée par le Viêt Nam du Nord. Giáp va y jouer un rôle déterminant. Il dirige les opérations de l'ensemble de la guerre durant quinze ans et forcera les Américains à quitter le sud du pays. Il obtient la victoire finale en 1975 à la suite de la « campagne Hô Chi Minh » durant laquelle il lance ses célèbres mots d'ordre aux soldats communistes : « rapidité, audace et victoire sûre ». Le 30 avril, ses troupes entrent à Saïgon. 
Giáp, grâce à ses manœuvres souvent anticonformistes, a la réputation de n'avoir jamais connu la défaite. Il faut distinguer ici la légende de la réalité : en 1951 il a été battu à plusieurs reprises par le général de Lattre de Tassigny, d'abord à la bataille de Vĩnh Yên (18 janvier 1951), puis à celles de Dong Trieu, Mao Khé (mars 1951),, Ninh Binh (mai 1951), du Day (juin 1951) et de Nghia Lo (octobre 1951). 
En 1976, il participe à la réunification du Viêt Nam et devient vice-Premier ministre du gouvernement de la République socialiste du Viêt Nam mais il perd le commandement des forces armées. Il démissionne du poste de ministre de la Défense en 1980. En 1982, il n'est pas réélu au bureau politique du Parti communiste vietnamien (PCV), en raison d'accusations sur son tropisme pro-chinois, de son doute sur l'intérêt de l'invasion du Cambodge et de son souhait de réformes économiques. Cependant, il reste vice-Premier ministre jusqu’en 1991 et il est réhabilité lors du 6e congrès du PCV. Võ Nguyên Giáp vit retiré à Hanoï mais il s'exprime régulièrement sur l'évolution politique de son pays. On lui attribue ainsi des lettres critiquant la corruption et certains projets industriels jugés dangereux pour la sécurité du Vietnam, notamment s'ils sont pro-chinois. Il est célébré en 2004, pour le cinquantenaire de la bataille de Diên Biên Phu ; également, en 2005 pour l'anniversaire de la chute de Saïgon et en 2011 pour ses cent ans.
Võ Nguyên Giáp meurt le 4 octobre 2013 dans l'après-midi, selon une source gouvernementale, à l'âge de 102 ans.

## Điện Biên Phủ

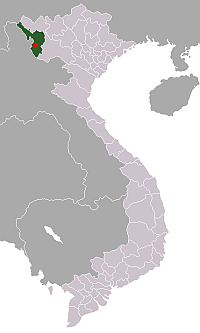
Localisation de Điện Biên Phủ au Viêt Nam.

Võ Nguyên Giáp fut le commandant en chef de l'Armée populaire du Viêt Nam durant trente ans et l'un des principaux acteurs de la Bataille de Diên Biên Phu. À propos de cet événement décisif de la Guerre d'Indochine, plusieurs ouvrages publiés affirment que le général Henri Navarre, le commandant en chef du corps expéditionnaire français, a, lors de l'opération Castor, largué ses parachutistes sur Ðiện Biên Phủ en se fiant à des renseignements qui signalaient le mouvement vers le nord-ouest d'unités de l'armée vietnamienne ayant franchi la Da (rivière Noire). 
Dans ses Mémoires, le général Giáp explique que l'occupation de Ðiện Biên Phủ au cours de l'hiver et du printemps 1953-1954 était intentionnelle et succédait à l'« Opération Mouette » dans le delta du Nord. Celle-ci devait permettre à Navarre d'avoir les mains libres pour pouvoir lancer l'opération Atlante visant à occuper les trois provinces libres de la Ve interzone, dans le Centre méridional. Il estime que c'était là une action raisonnable, une nécessité dans l'exécution du plan Navarre et que, par conséquent, il ne s'agissait pas, du moins initialement, d'une erreur de la part de Navarre.

## Appréciation critique d'un adversaire
En 1998, dans un entretien, le général américain William Westmoreland, ancien commandant des forces armées américaines lors de la guerre du Viêt Nam, critiquait les prouesses militaires de Giàp. Tout en reconnaissant qu'il fut un « adversaire formidable » Westmoreland déclarait que, si celui-ci avait « été formé aux tactiques de guérilla en petites unités, il avait persisté dans une guerre de grandes unités avec des pertes terribles pour ses propres hommes. De son propre aveu, au début de 1969 je crois, il avait perdu, quoi, un demi-million de soldats ? Il a déclaré cela. Maintenant, un tel mépris pour la vie humaine peut en faire un adversaire formidable, mais cela n'en fait pas un génie militaire. Un commandant américain perdant des hommes comme cela n'aurait guère duré plus de quelques semaines ».
L'avis de l'historien américain Derek Frisby vient contrebalancer celui de Westmoreland, incapable, selon lui, de saisir les fondements de la philosophie de la « guerre révolutionnaire » professée par le général vietnamien. Giáp était bien conscient qu'une guerre prolongée ferait de nombreux morts mais aussi que ce n'était pas cela qui faisait qu'une guerre était gagnée ou perdue. Giáp gagna la guerre bien qu'ayant perdu nombre de batailles car tant que l'armée vietnamienne était en mesure de continuer à combattre un jour de plus, l'idée du Vietnam perdurait dans le cœur de ses partisans et c'est là l'essence même de la « guerre révolutionnaire ».

## Décès et funérailles
Le 4 octobre 2013, un responsable gouvernemental annonça la mort de Võ Nguyên Giáp à l'hôpital militaire central 108 à Hanoï où il était hospitalisé depuis 2009. Il avait 102 ans (103 selon la façon de compter l'âge en Asie). Des funérailles nationales eurent lieu les 12 et 13 octobre en présence des principaux dirigeants vietnamiens. Elles furent retransmises en direct dans tout le pays par la chaîne de télévision nationale Vietnam Television et la radio nationale Voix du Vietnam. Võ Nguyên Giáp fut enterré dans sa province natale de Quảng Bình le 14 octobre,.

## Publications
- Publications de Vo Nguyen Giap.
- (en) Écrits de Vo Nguyen Giap.

### Livres
- L’Armée populaire de libération du Viet-Nam, Service d’Information du Vietnam, Hanoï, 1951.
- Dien Bien Phu, Éditions en langues étrangères, Hanoï, 1959.
- Guerre du peuple armée du peuple (contient aussi : La guerre de libération du peuple vietnamien contre les impérialistes français et les interventionnistes américains; Les grandes expériences de notre Parti dans la direction de la lutte armée et de l’édification des forces armées révolutionnaires; Dien Bien Phu), Éditions en Langues Etrangères, Hanoï, 1961, (réédité en 1973).
- Le peuple du Sud-Vietnam vaincra, Éditions en langues étrangères, Hanoï, 1965.
- Guerre du peuple armée du peuple, Librairie François Maspero, collection Cahiers Libres. Réédité en Petite collection Maspero no 14, Paris, 1966.
- Encore une fois nous vaincrons, Éditions en langues étrangères, Hanoï, 1966.
- Victoire totale, tâche grandiose, Éditions John Didier, 1968.
- Notre guerre du peuple a vaincu la guerre de destruction américaine (contient aussi : Les succès éclatants et la puissance de la guerre du peuple au niveau régional dans le nord Vietnam socialiste), Éditions en langues étrangères, Hanoï, 1969.
- La guerre de libération nationale au Vietnam : ligne générale, stratégie, tactique, Éditions en langues étrangères, Hanoï, 1970.
- Guerre de libération, Éditions sociales, Paris, 1970.
- Armement des masses révolutionnaires: édification de l’armée du peuple, Éditions en langues étrangères, Hanoï, 1974.
- Des journées inoubliables, Hanoï, 1975.
- Guerre du peuple contre guerre aéronavale, Éditions en langues étrangères, Hanoï, 1975.
- Écrits, Éditions en langues étrangères, Hanoï, 1977 (contient les textes : Guerres du peuple contre guerre aéronavale US, La guerre de libération nationale au Viet Nam, Armement des masses révolutionnaires. Édification de l’armée du peuple).
- Mémoires 1946-1954 : Tome 1 : La résistance encerclée, Éditions Anako, Fontenay-sous-bois, 2003.
- Mémoires 1946-1954 : Tome 2 : Le chemin menant à Diên Biên Phu, Éditions Anako, Fontenay-sous-bois, 2004.
- Mémoires 1946-1954 : Tome 3 : Diên Biên Phu Le rendez-vous avec l’histoire, Éditions Anako, Fontenay-sous-bois, 2004

- La route vers Điên Biên Phủ, Éditions Thể Giới, Hanoï.
- Điên Biên Phủ : le rendez-vous de l’histoire, Éditions Thể Giới, Hanoï.

### Participation à des ouvrages collectifs
- Échec à l’agresseur américain : Vietnam 1974, Éditions sociales, Paris, 1967.
- Récits de la résistance vietnamienne, 1925-1945, Librairie François Maspero, collection Cahiers Libres, réédité dans la Petite collection Maspero no 80, Paris, 1971.
- Điên Biên Phủ: Histoire Impressions Souvenirs, Éditions Thể Giới, Hanoï, 2004.
- Điên Biên Phủ: La décision la plus difficile de la carrière du général Giáp (sélection d’articles), Éditions Thể Giới, Hanoï, 2004.